# Сај (Сату Маре)
Сај (рум. Sâi) насеље је у Румунији у округу Сату Маре у општини Ваља Винулуј. Oпштина се налази на надморској висини од 162 m.

## Становништво
Према подацима из 2002. године у насељу је живело 575 становника.

### Попис2002.
| Расподела становништва по националности 2002.‍ | Расподела становништва по националности 2002.‍ | Расподела становништва по националности 2002.‍ | Расподела становништва по националности 2002.‍ | Расподела становништва по националности 2002.‍ |
| --------------------------------------------- | --------------------------------------------- | --------------------------------------------- | --------------------------------------------- | --------------------------------------------- |
|                                               |                                               |                                               |                                               |                                               |
| Румуни                                        | Румуни                                        |                                               | 531                                           | 92,7%                                         |
| Мађари                                        | Мађари                                        |                                               | 11                                            | 1,9%                                          |
| Роми                                          | Роми                                          |                                               | 18                                            | 3,1%                                          |
| Немци                                         | Немци                                         |                                               | 13                                            | 2,3%                                          |